# Rhaphidophora arsentiji
Rhaphidophora arsentiji är en insektsart som beskrevs av Andrej Vasiljevitj Gorochov 2002. Rhaphidophora arsentiji ingår i släktet Rhaphidophora och familjen grottvårtbitare. Inga underarter finns listade i Catalogue of Life.